# Людина із Монтерей
"Людина із Монтерей" (англ. The Man from Monterey) -    докодесковий вестерн 1933 року, режисера Мака В. Райта, з Джоном Вейном у головній ролі. Це останній із шести фільмів, знятих Джоном Вейном для Warner Bros. між 1932 та 1933 роками  .

## Сюжет
У XIX ст. у США існувала законодавча вимога до іспанських власників землі в Каліфорнії зареєструвати свої землі до встановленого терміну. Деякі з них використовували певні хитрощі, щоб запобігти реєстрації. На цьому й базується ця історія.

## У ролях
- Джон Вейн — капітан Джон Голмс
- Рут Голл — Долорес Кастанарес
- Луїс Альберні — Феліпе Гуадалупе Констасіо Дельгадо Санта-Крус-де-ла-Верранка
- Дональд Рід — Дон Луїс Гонсалес
- Ніна Квартеро — Аніта Гарсія
- Френсіс Форд — Дон Пабло Гонсалес
- Лейф МакКі — Дон Хосе Кастанарес
- Ліліан Лейтон — Хуаніта
- Слім Вітакер — Джейка Моргана
- Джон Т. Принс — ролі Падре

## Бокс-офіс
За даними Warner Bros, фільм зібрав 137 000 доларів у домашньому прокаті, та 56 000 доларів за кордоном.
1. ↑  http://www.imdb.com/title/tt0024293/
2. 1 2  Warner Bros financial information in The William Shaefer Ledger. See Appendix 1, Historical Journal of Film, Radio and Television, (1995) 15:sup1, 1-31 p 13 DOI: 10.1080/01439689508604551
3. ↑  Man from Monterey (1933) - Articles - TCM.com. Turner Classic Movies. Архів оригіналу за 12 січня 2019. Процитовано 12 січня 2019.

## Зовнішні посилання
- The Man from Monterey на сайті IMDb (англ.)
- Людина із Монтерей на сайті AllMovie (англ.)
- The Man from Monterey at the TCM Movie Database
- Man from Monterey на сайті American Film Institute Catalog[en] (англ.)